# Vincencov
Vincencov je obec v okrese Prostějov v Olomouckém kraji. Žije zde 115 obyvatel.

## Historie
První písemná zmínka o obci pochází z roku 1795. V roce 1867 zachvátil vesnici požár.

## Obyvatelstvo

### Struktura
Vývoj počtu obyvatel za celou obec i za jeho jednotlivé části uvádí tabulka níže, ve které se zobrazuje i příslušnost jednotlivých částí k obci či následné odtržení.
| Místní části   | Místní části   | 1869 | 1880 | 1890 | 1900 | 1910 | 1921 | 1930 | 1950 | 1961 | 1970 | 1980 | 1991 | 2001 | 2011 | 2021 |
| -------------- | -------------- | ---- | ---- | ---- | ---- | ---- | ---- | ---- | ---- | ---- | ---- | ---- | ---- | ---- | ---- | ---- |
| Počet obyvatel | část Vincencov | 137  | 141  | 161  | 173  | 207  | 203  | 216  | 219  | 193  | 162  | 127  | 98   | 90   | 118  | 113  |
| Počet domů     | část Vincencov | 41   | 42   | 45   | 42   | 43   | 44   | 48   | 56   | 53   | 52   | 42   | 55   | 55   | 66   | 71   |

## Obecní správa
Mezi lety 1869–1950 byl Vincencov obcí v okrese Prostějov. V letech 1961–1992 patřil jako část obce k Otaslavicím a od 1. ledna 1993 je opět samostatnou obcí.

### Obecní symboly
Znak a vlajka byly obci uděleny rozhodnutím předsedy Poslanecké sněmovny Parlamentu České republiky dne 5. října 2004.

## Galerie

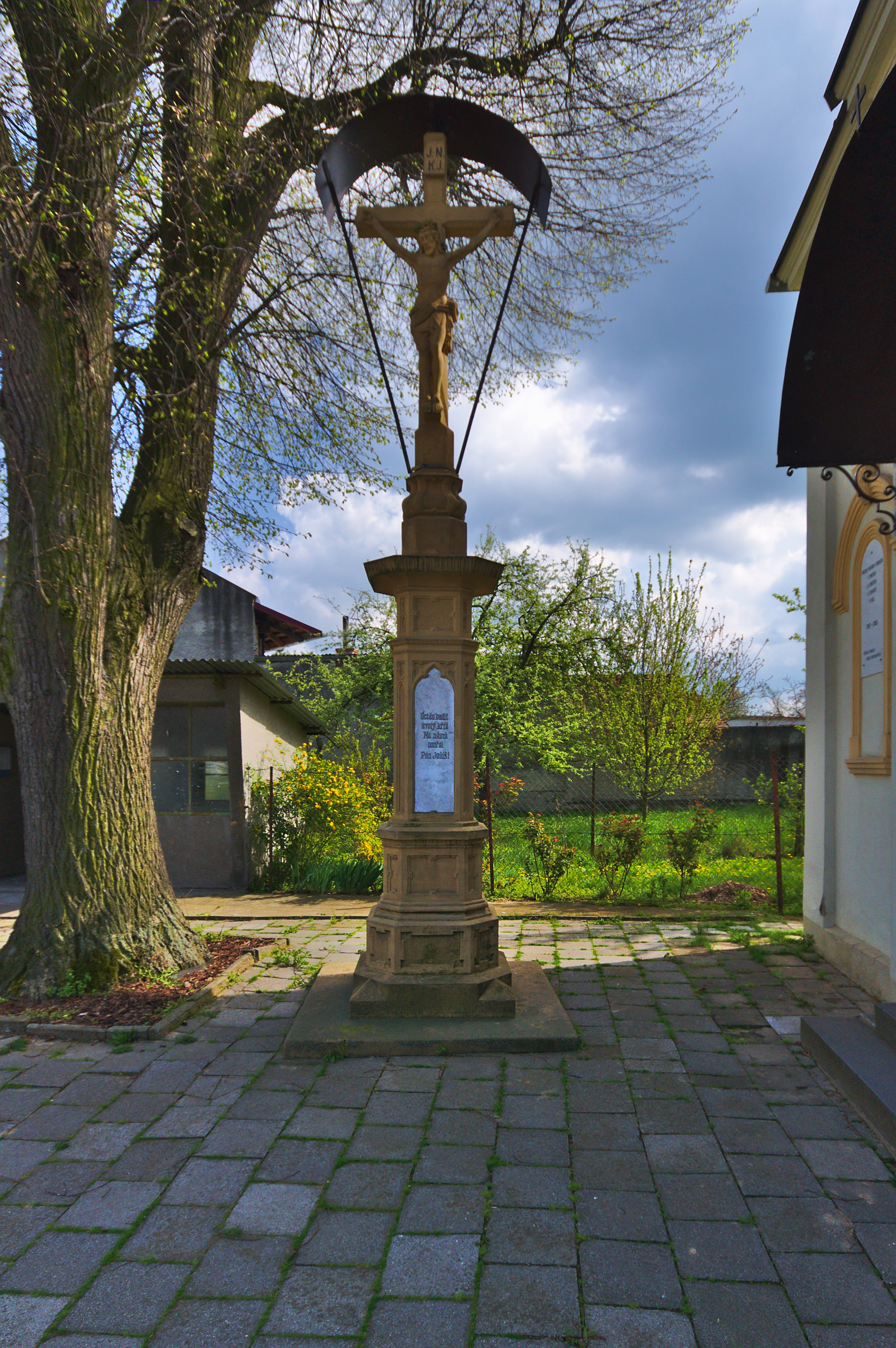
Kříž před kaplí
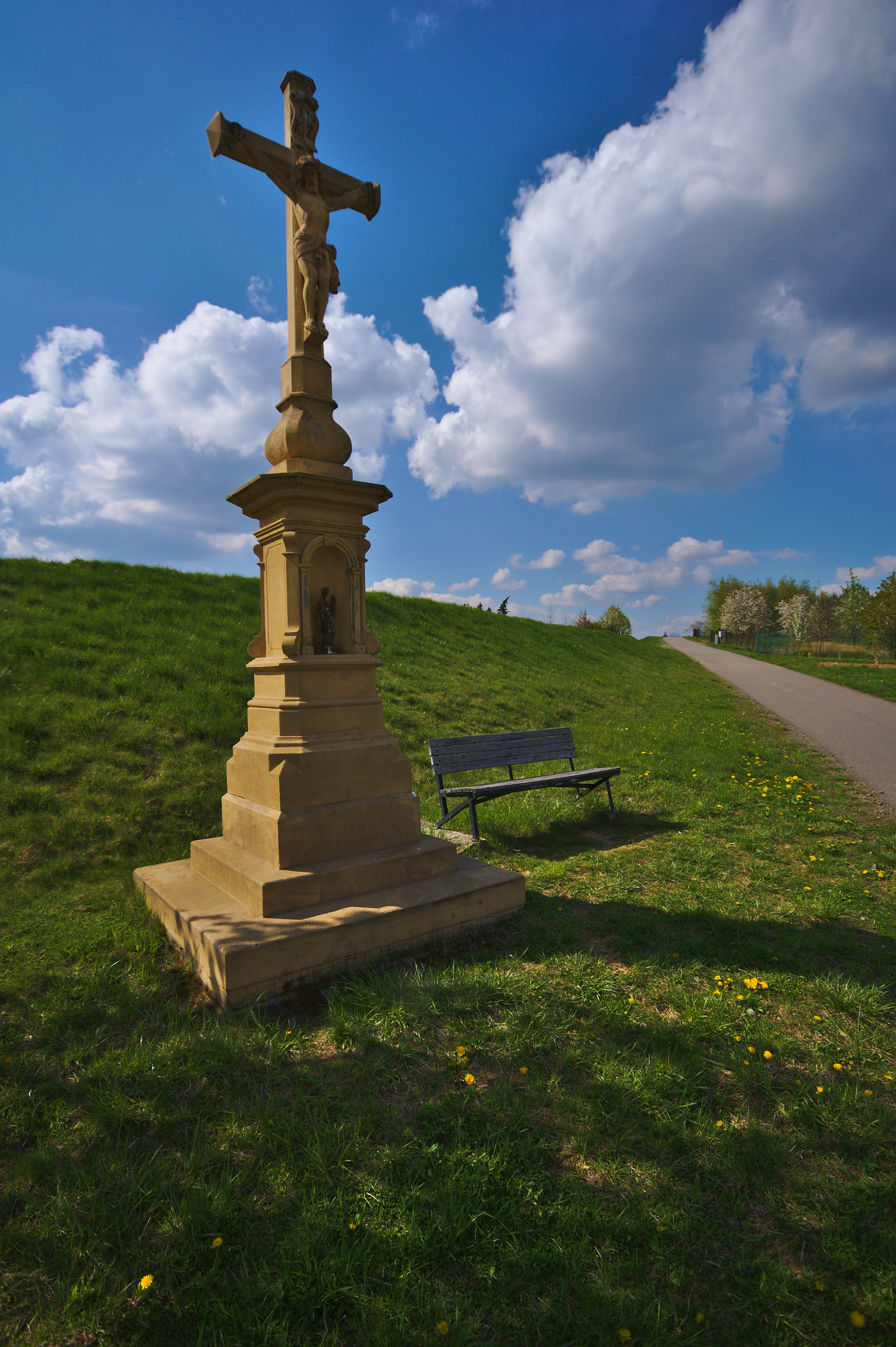
Kříž v jižní části obce
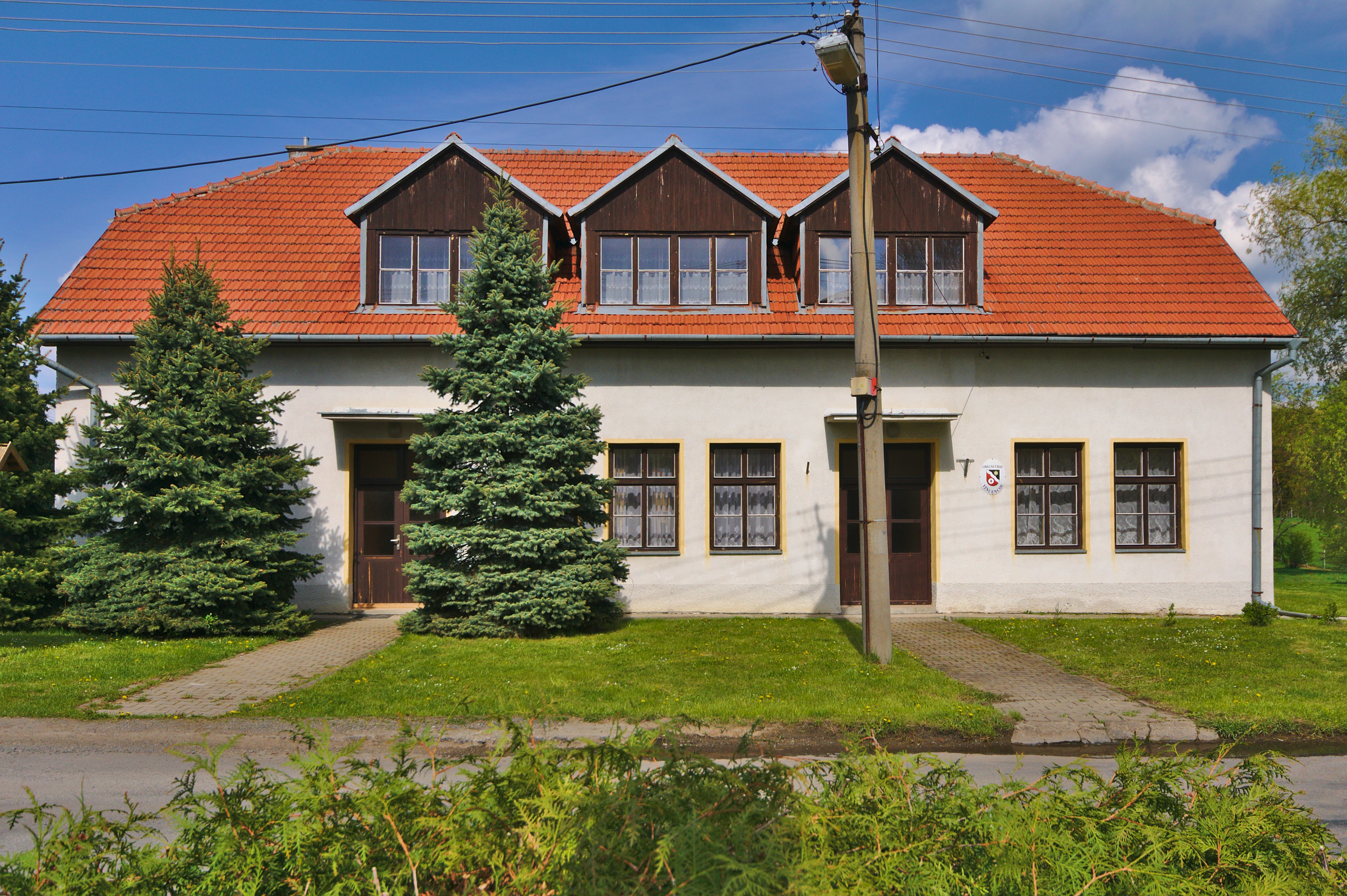
Obecní úřad
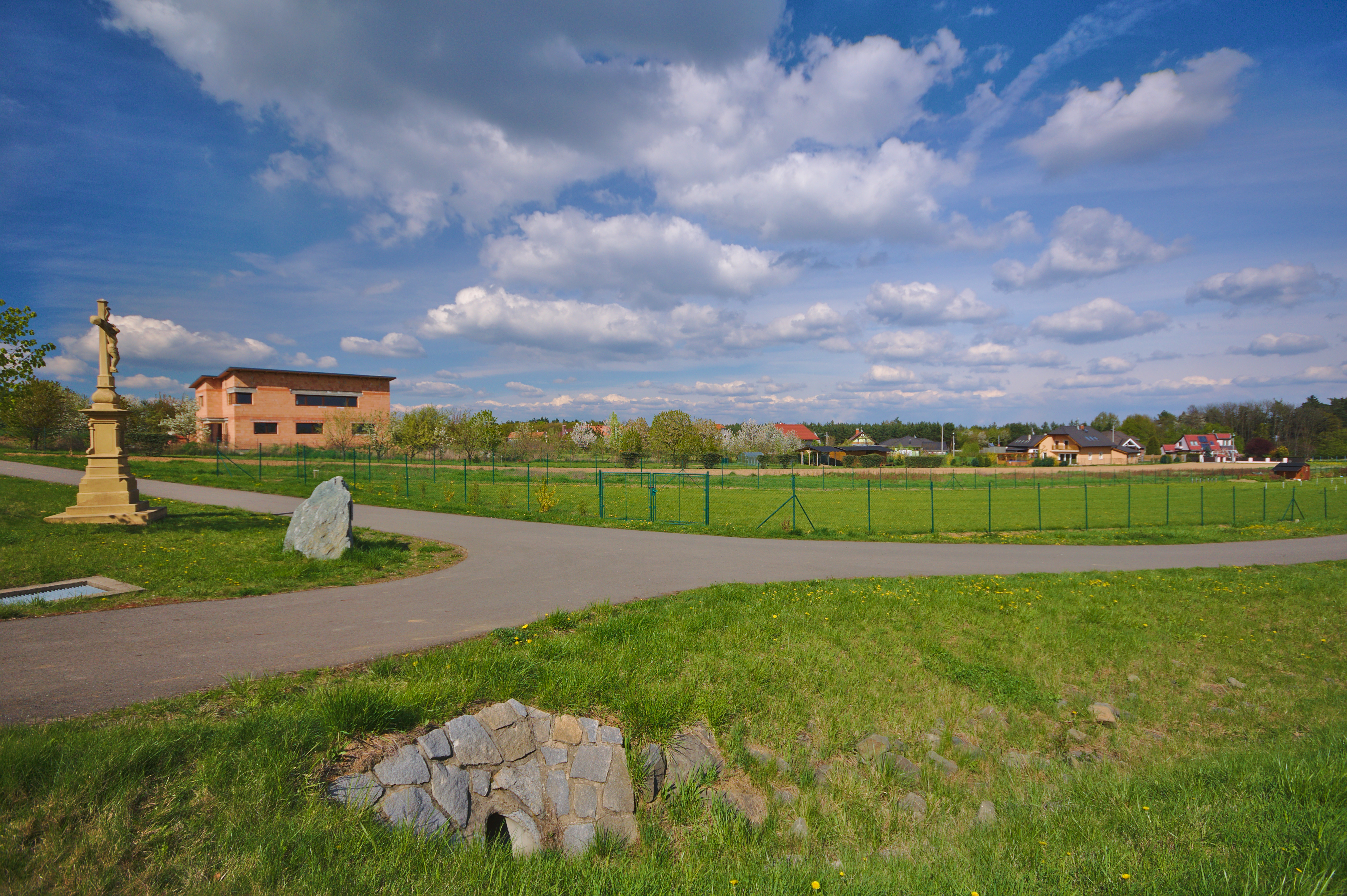
Pohled na obec od jihu
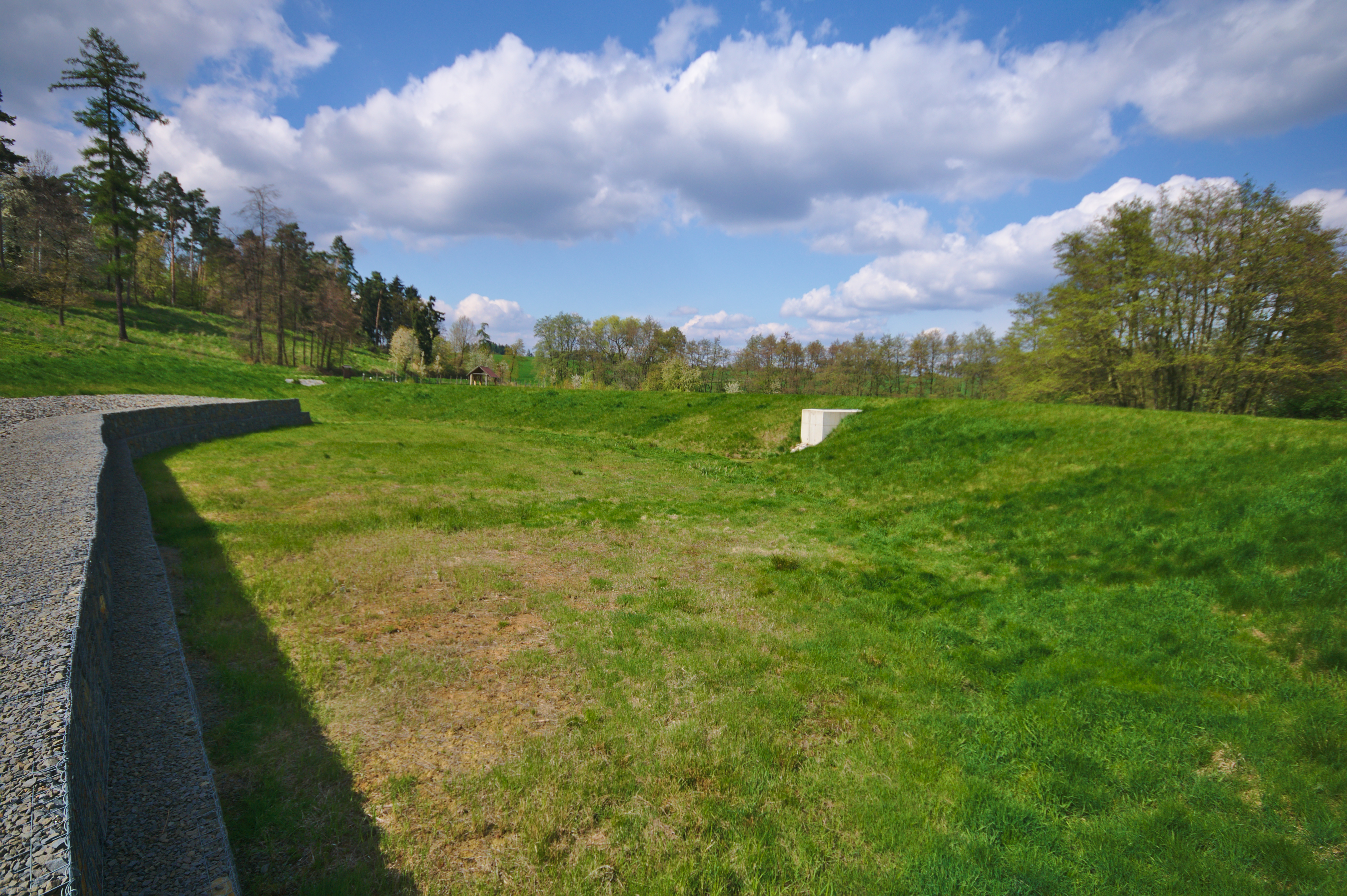
Suchý polder severozápadně od obce
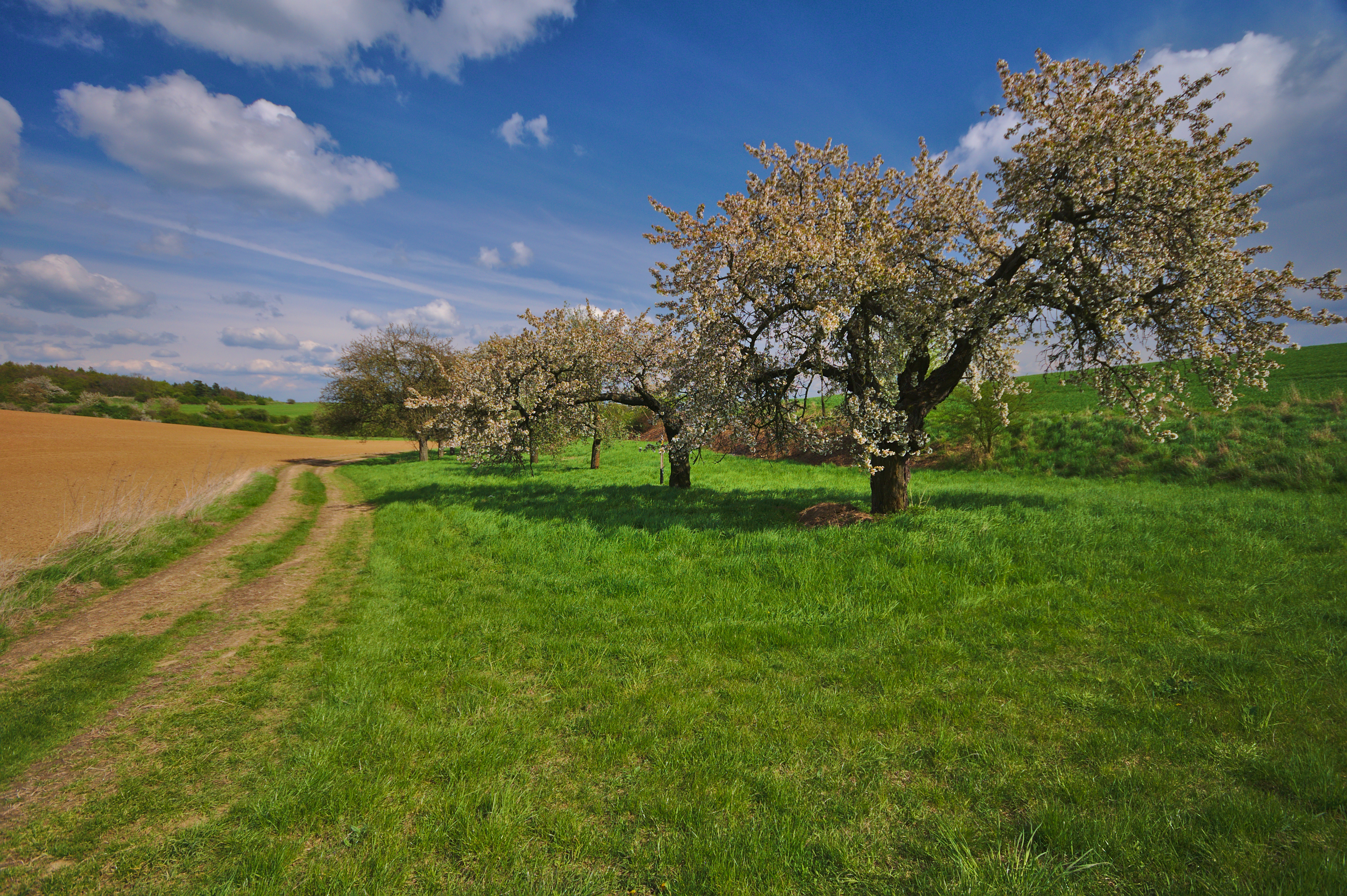
Krajina jižně od obce
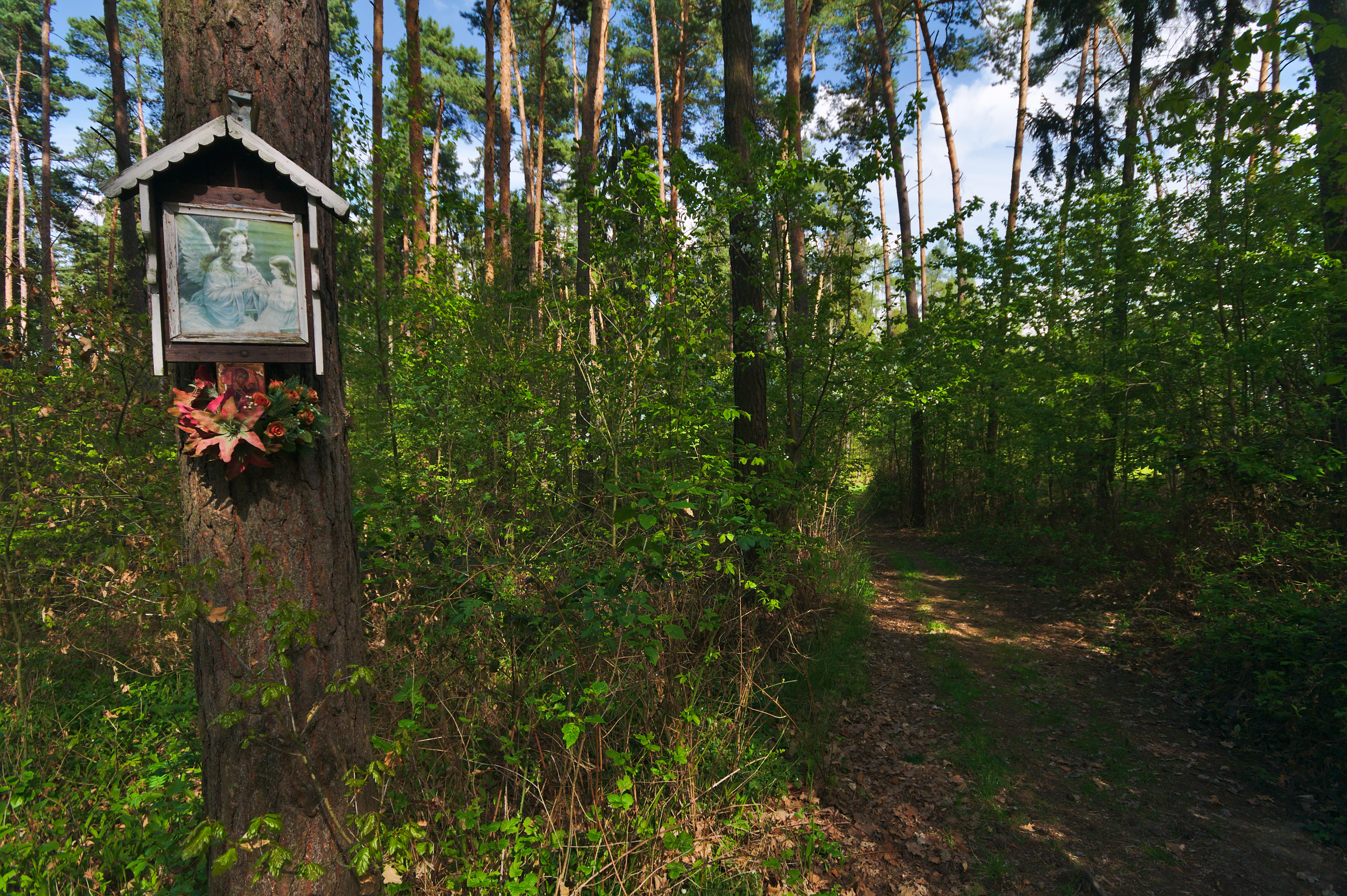
Svatý obrázek v přírodní rezervaci Blátka